# 한춘옥
한춘옥(韓春玉, 1964년 11월 12일 ~ )은 대한민국의 제11대 전라남도의원이다. 전라남도 순천시 도사동 출신이다.

## 학력
- 순천도사국민학교 졸업
- 순천여자중학교 졸업
- 순천여자상업고등학교 졸업

## 경력
- 순천농협 남도식품 김치공장 부장
- 순천농협 본점 문화센터장
- 순천농협 장천지점장
- 순천시 배구협회 부회장
- 청어람 인문학 연구소 연구실장
- 순천교육공동체 운영위원
- 더불어민주당 중앙당 정책위원회 부의장
- 2021.04 ~ 2022.06 제11대 전라남도의회 의원
- 2021.04 ~ 2022.06 제11대 전라남도의회 후반기 보건복지환경위원회 위원
- 2022.07 ~ 제12대 전라남도의회 의원
  - 제12대 전라남도의회 전반기 윤리특별위원회 부위원장
  - 제12대 전라남도의회 전반기 농수산위원회 위원

## 역대 선거 결과
|  | 64.79% |

|  | 0% |